# Hastina caeruleolineata
Hastina caeruleolineata är en fjärilsart som beskrevs av Moore 1888. Hastina caeruleolineata ingår i släktet Hastina och familjen mätare. Inga underarter finns listade i Catalogue of Life.